# Smittia tusimoyezea
Smittia tusimoyezea är en tvåvingeart som beskrevs av Sasa och Suzuki 1999. Smittia tusimoyezea ingår i släktet Smittia och familjen fjädermyggor. Inga underarter finns listade i Catalogue of Life.